# Hermann Junker
Pour les articles homonymes, voir Junker (homonymie).
Hermann Junker (né le 29 novembre 1877 à Bendorf / Rhein, mort le 9 janvier 1962 à Vienne) est un égyptologue allemand.

## Biographie
Junker étudie la théologie et l'égyptologie et soutient en 1903 une thèse sur le thème Sur le système d'écriture dans le temple de Hathor à Dendérah à l'université de Berlin.
Entre 1909 et 1911 il conduit des fouilles scientifiques à el-Kubanieh (Nubie). Les résultats de ces travaux lui permettent sa nomination en 1912 à une chaire d'égyptologie à l'Université de Vienne. Toujours cette même année, Junker revient en Égypte, afin pendant deux ans, de participer à des travaux dans le cimetière et à l'ouest de la pyramide de Khéops à Gizeh, et, sous l'égide de l'IED, à explorer systématiquement les pyramides du plateau de Gizeh.
L'Académie autrichienne des sciences l'admet en 1919 et, deux ans plus tard, il devient le doyen de la faculté des lettres de l'Université de Vienne. En tant que tel, Junker a été déterminant à la création de l'Institut d'égyptologie en 1923 à cette université.
De 1925 à 1935, il prend la direction du SIG au Caire ; au cours de ces années, il enseigne, en tant que professeur d'égyptologie, à l'université Fouad (devenue Université du Caire). De 1931 jusqu'aux événements politiques de mars 1938, il est professeur honoraire à l'Université de Vienne. Après la Deuxième Guerre mondiale, il a de nouveau ce poste de professeur honoraire, qu'il occupe jusqu'en 1953.
Durant la montée du nazisme, Hermann Junker participe à l'idéologie nazi en soutenant la thèse que ce sont les ancêtres des Allemands qui ont construit les pyramides. La tête restaurée de l'architecte Hemiounou de la Grande pyramide dont Hermann Junker a retrouvé la statue, témoigne de la volonté de changer l'origine ethnique des anciens Égyptiens.
Hermann Junker décède le 9 janvier 1962 à Vienne, à l'âge de 85 ans.

## Publications
- Bericht über die Grabungen der Akademie d. Wissenschaften in Wien auf den Friedhöfen von el-Kubanieh, Winter 1910/11. Wien 1919.
- Von der ägyptischen Baukunst des Alten Reiches. Wien 1928.
- Untersuchungen im Westfriedhof bei der Cheopspyramide von Gise. (12 Bände), DAWW/DÖAW 69-75, 1929-1955
- Die Ägypter. In: Die Völker des antiken Orients. Freiburg 1933.
- Die Pyramidenzeit. Das Wesen der altägyptischen Religion. Zürich 1949.
- Die gesellschaftliche Stellung der ägyptischen Künstler im Alten Reich. Wien 1959.
- Leben und Werk in Selbstdarstellung (Sitzungsberichte der Philosophisch-historische Klasse; 242,5). Österreichische Akademie der Wissenschaften, Wien 1963. (mit einer Bibliographie seiner Werke S. 51-59)